# West Haverstraw
West Haverstraw är en ort (village) i Rockland County i delstaten New York. Vid 2020 års folkräkning hade West Haverstraw 10 678 invånare.